# Nuoto ai Giochi della XXXIII Olimpiade - 100 metri farfalla femminili
La gara di nuoto dei 100 metri farfalla femminili dei Giochi della XXXIII Olimpiade di Parigi è stata disputata tra il 27 e il 27 luglio 2024 presso l'Olympic Aquatics Centre alla Paris La Défense Arena.

## Record
Prima della competizione il record del mondo e il record olimpico erano i seguenti:
| Record mondiale | 55"18 | Gretchen Walsh Stati Uniti | 15 giugno 2024 Indianapolis, Stati Uniti d'America |
| Record olimpico | 55"48 | Sarah Sjöström Svezia      | 7 agosto 2016 Rio de Janeiro, Brasile              |

## Programma
| Data           | Ora (UTC+1) | Turno      |
| -------------- | ----------- | ---------- |
| 27 luglio 2024 | 10:00       | Batterie   |
| 27 luglio 2024 | 19:37       | Semifinali |
| 28 luglio 2024 | 17:30       | Finale     |

## Risultati

### Batterie
| Pos. | Batteria | Corsia | Atleta                | Nazionalità          | Tempo   | Note |
| ---- | -------- | ------ | --------------------- | -------------------- | ------- | ---- |
| 1    | 2        | 4      | Zhang Yufei           | Cina                 | 56"50   | Q    |
| 2    | 4        | 3      | Mizuki Hirai          | Giappone             | 56"71   | Q    |
| 3    | 3        | 4      | Torri Huske           | Stati Uniti          | 56"72   | Q    |
| 4    | 4        | 4      | Gretchen Walsh        | Stati Uniti          | 56"75   | Q    |
| 5    | 2        | 5      | Emma McKeon           | Australia            | 56"79   | Q    |
| 6    | 4        | 5      | Angelina Köhler       | Germania             | 56"90   | Q    |
| 7    | 3        | 5      | Margaret MacNeil      | Canada               | 57"00   | Q    |
| 8    | 3        | 6      | Alexandria Perkins    | Australia            | 57"46   | Q    |
| 9    | 4        | 1      | Barbora Seemanová     | Rep. Ceca            | 57"50   | Q,   |
| 10   | 2        | 6      | Marie Wattel          | Francia              | 57"54   | Q    |
| 10   | 4        | 7      | Roos Vanotterdijk     | Belgio               | 57"54   | Q    |
| 12   | 3        | 3      | Louise Hansson        | Svezia               | 57"57   | Q    |
| 13   | 4        | 2      | Erin Gallagher        | Sudafrica            | 57"80   | Q    |
| 14   | 4        | 6      | Rikako Ikee           | Giappone             | 57"82   | Q    |
| 15   | 3        | 2      | Tessa Giele           | Paesi Bassi          | 57"89   | Q    |
| 16   | 3        | 8      | Keanna Macinnes       | Gran Bretagna        | 57"90   | Q    |
| 17   | 2        | 3      | Lana Pudar            | Bosnia ed Erzegovina | 57"97   |      |
| 18   | 2        | 2      | Hazel Ouwehand        | Nuova Zelanda        | 58"03   |      |
| 19   | 3        | 7      | Anna Ntountounaki     | Grecia               | 58"14   |      |
| 20   | 1        | 4      | Helena Rosendahl Bach | Danimarca            | 58"45   |      |
| 21   | 3        | 1      | Costanza Cocconcelli  | Italia               | 58"66   |      |
| 22   | 2        | 8      | Ellen Walshe          | Irlanda              | 58"70   |      |
| 23   | 2        | 7      | Georgia Damasioti     | Grecia               | 58"72   |      |
| 24   | 4        | 8      | Rebecca Smith         | Canada               | 58"85   |      |
| 25   | 1        | 5      | Laura Cabanes         | Spagna               | 59"40   |      |
| 26   | 1        | 6      | Varsenik Manucharyan  | Armenia              | 1'01"24 |      |
| 27   | 1        | 2      | Oumy Diop             | Senegal              | 1'01"82 |      |
| 28   | 1        | 1      | Ana Nizharadze        | Georgia              | 1'02"85 |      |
| 29   | 1        | 3      | Luana Alonso          | Paraguay             | 1'03"09 |      |
| 30   | 1        | 7      | María Schutzmeier     | Nicaragua            | 1'03"18 |      |
| 31   | 1        | 8      | Hayley Hoy            | eSwatini             | 1'08"36 |      |
| 32   | 2        | 1      | Viola Scotto Di Carlo | Italia               | DSQ     | DSQ  |

### Semifinali
| Pos. | Batteria | Corsia | Atleta             | Nazionalità   | Tempo | Note |
| ---- | -------- | ------ | ------------------ | ------------- | ----- | ---- |
| 1    | 1        | 5      | Gretchen Walsh     | Stati Uniti   | 55"38 | Q,   |
| 2    | 2        | 5      | Torri Huske        | Stati Uniti   | 56"00 | Q    |
| 3    | 2        | 4      | Zhang Yufei        | Cina          | 56"15 | Q    |
| 4    | 1        | 3      | Angelina Köhler    | Germania      | 56"55 | Q    |
| 4    | 2        | 6      | Margaret MacNeil   | Canada        | 56"55 | Q    |
| 6    | 2        | 3      | Emma McKeon        | Australia     | 56"74 | Q    |
| 7    | 1        | 4      | Mizuki Hirai       | Giappone      | 56"80 | Q    |
| 8    | 1        | 7      | Louise Hansson     | Svezia        | 56"93 | Q    |
| 9    | 1        | 2      | Marie Wattel       | Francia       | 57"24 |      |
| 10   | 2        | 7      | Roos Vanotterdijk  | Belgio        | 57"25 |      |
| 11   | 1        | 1      | Rikako Ikee        | Giappone      | 57"59 |      |
| 12   | 2        | 2      | Barbora Seemanová  | Rep. Ceca     | 57"64 |      |
| 13   | 1        | 6      | Alexandria Perkins | Australia     | 57"84 |      |
| 14   | 2        | 1      | Erin Gallagher     | Sudafrica     | 57"90 |      |
| 15   | 2        | 8      | Tessa Giele        | Paesi Bassi   | 57"91 |      |
| 16   | 1        | 8      | Keanna Macinnes    | Gran Bretagna | 58"11 |      |

### Finale
| Pos.    | Corsia | Atleta           | Nazionalità | Tempo | Note |
| ------- | ------ | ---------------- | ----------- | ----- | ---- |
| Oro     | 5      | Torri Huske      | Stati Uniti | 55"59 |      |
| Argento | 4      | Gretchen Walsh   | Stati Uniti | 55"63 |      |
| Bronzo  | 3      | Zhang Yufei      | Cina        | 56"21 |      |
| 4       | 6      | Angelina Köhler  | Germania    | 56"42 |      |
| 5       | 2      | Margaret MacNeil | Canada      | 56"44 |      |
| 6       | 7      | Emma McKeon      | Australia   | 56"93 |      |
| 7       | 1      | Mizuki Hirai     | Giappone    | 57"19 |      |
| 8       | 8      | Louise Hansson   | Svezia      | 57"34 |      |